# Ophiopallas
Ophiopallas is een geslacht van slangsterren uit de familie Ophiuridae.

## Soorten
- Ophiopallas brevispina (Lyman, 1878)
- Ophiopallas palmarum Hertz, 1927
- Ophiopallas paradoxa Koehler, 1904
- Ophiopallas valens Koehler, 1922